# 庫里爾灣獅子魚
庫里爾灣獅子鱼，为輻鰭魚綱鮋形目杜父魚亞目狮子鱼科的其中一種。分布於西北太平洋區的日本海域，屬底棲性魚類，棲息在水深0至10公尺的水域，背鰭軟條34至35枚；臀鰭軟條26至27枚；脊椎骨35至39個，體長可達11公分，生活習性不明。